# Escuela Secundaria Mountain Brook
La Escuela Secundaria Mountain Brook (MBHS) es una escuela pública en la ciudad de Mountain Brook, Alabama, una zona residencial de Birmingham, Estados Unidos, con aproximadamente 20.600 residentes. Es la principal escuela en el sistema escolar de Mountain Brook, y abarca 25 acres (100.000 m²) de tierra.
La escuela imparte los grados 10-12 y tenía 1004 estudiantes matriculados durante el año escolar 2007-2008. La administración comprende al director Vic Wilson y los subdirectores Missy Brooks y Patrick Kellogg. Wilson se unió por primera vez a la escuela en 2002, después de dejar su puesto anterior como director asistente de la Escuela Intermedia Homewood. En 2006, fue nombrado director de la Escuela Superior Homewood, y volvió a Mountain Brook, en julio de 2008 como director, sucediendo a Dicky Barlow que fue ascendido a Asistente del Superintendente. Antes de unirse al equipo de MBHS, Missy Brooks se desempeñó como subdirector de la Escuela Secundaria Homewood y Patrick Kellogg como subdirector de la Escuela Secundaria Pelham.
Los colores de la escuela son verde y oro, y el equipo deportivo se nombra «Los Espartanos».

## Grupos activos de la escuela y eventos
- Servicio Móvil de América - Una organización que promueve la paz mundial a través del entendimiento de otras culturas. En la Escuela Secundaria Mountain Brook el AFS patrocina a estudiantes internacionales durante todo el año, así como patrocinar a un estudiante MBHS para que vaya a otros países.
- Equipo de Debate - El equipo de debate se reúne durante dos períodos de la jornada escolar y compite en el circuito nacional en el debate político, el debate Lincoln-Douglas, y el debate público del foro.
- Brookstock - Un concierto recaudador de fondos celebrado en el semestre de otoño del año escolar, Brookstock se celebra tradicionalmente en el estacionamiento del campus. A través de la venta de entradas, concesiones, y las camisetas, el recaudador de fondos recauda dinero para organizaciones de servicios en el campus. Los intérpretes son todas las bandas de la escuela secundaria, no necesariamente de MBHS.
- Futuros Líderes del Comercio de América - Una carrera internacional, la organización estudiantil técnica que existe para ayudar principalmente a la transición de los estudiantes al mundo empresarial.
- Key Club - Uno de los más antiguos y más grandes programas de servicio para estudiantes de secundaria, el Key Club es una organización dirigida por estudiantes que enseña liderazgo a través de servir a los demás.
- Relevo por la Vida - Uno de los mayores eventos Relevo por la Vida en el estado, Mountain Brook lo acoge para la recaudación de fondos cada año. Equipos integrados por estudiantes de secundaria compiten con otros equipos de todo la comunidad para ver quién puede alzar la mayor cantidad de dinero. El evento dura hasta la noche, incluyendo bandas locales, eventos patrocinados, y alimentos procedentes de establecimientos locales.
- Ruby Tuesday's - Al igual que Brookstock, Ruby Tuesday es un servicio recaudador de fondos para organizaciones que se dan dando conciertos en el campus. Se celebra en el Centro de Artes Escénicas, recauda fondos mediante la venta de entradas y camisetas para el evento la banda de los estudiantes. Desafortunadamente el Ruby Tuesday se suspendió después de un incidente de 2007, de la etapa por tierra.
- Asociación de Gobierno Estudiantil - Una organización de estudiantes dedicados a las actividades sociales y de organización del alumnado.

## Logros
- Departamento de Educación de Estados Unidos Blue Ribbon School, 1983-84, 1992-93.
- Departamento de Educación de Estados Unidos Programa de Reconocimientos de Escuela Secundaria
- Seleccionado por la revista Redbook como una de las 155 escuelas galardonados por "excelencia total"
- Reconocido por la revista Newsweek como una de las más importantes 100 escuelas secundarias del país.
- Honrado por el College Board por la excelencia académica y el excelente apoyo y la participación en el Programa de Colocación Avanzada.
- Mountain Brook ha ganado más campeonatos de atletismo en el estado de Alabama (119) que cualquier otra escuela pública en el estado.
- En octubre de 2006, el departamento de teatro de l Escuela Secundaria Mountain Brook, bajo la dirección de Pat Yates, combinado con la Alta Escuela de Preparatoria Fairfield presentaron la dramatización Christopher Sergel de Harper Lee, Matar un ruiseñor. La producción conjunta recibió gran atención local y, finalmente, la atención nacional, y se presentó en NBC's Today Show y NBC Nightly News ". Incluso Harper Lee se dio cuenta, y acordó reunirse con el elenco.[1]
- Mountain Brook fue nombrada como programa deportivo superior en Alabama para la temporada 2006-2007 por la revista Sports Illustrated.[2]

## Notables egresados
- Courteney Cox, actriz. (Friends, Scream, Cougar Town, Dirt)
- Natalee Holloway, una joven de 18 años de edad que desapareció misteriosamente mientras viajaba con sus amigos a Aruba en 2005. Ella no se ha visto o escuchado desde entonces.
- Alan Hunter, MTV Veejay.
- David Jaffe, diseñador de videojuegos (God of War, Twisted Metal)
- Pat Du Pré, semifinalista en Wimbledon en 1979 y finalista de trimestre en el Abierto de EE. UU. En la temporada 1979-1981 logró entrar en el top 20 del mundo, siendo el puesto 12 el más alto que logró alcanzar.
- Jared Weinstein, Asistente Especial y ayudante personal del presidente estadounidense George W. Bush desde 2006 hasta 2009.
- Graeme McFarland, jugador de fútbol (Universidad de Indiana)